# Piyusti
Piyusti, o Piyušti (fl. XVIII secolo a.C.), fu re di Hattuš nel corso del XVIII secolo a.C.; è l'unico sovrano pre-ittita di cui ci siano rimasti il nome ed alcuni cenni biografici.

## Biografia
Notizie su questo sovrano ci giungono dal cosiddetto testo di Anitta, re di Neša/Kanesh, che all'inizio del proprio regno proseguì la politica espansionistica del padre Pithana e, spingendosi oltre il fiume Marassantiya/Kızılırmak, si confrontò con un'alleanza di stati anatolici (1729 a.C.).
Piyusti, re di Hatti, e Huzziya, re di Zalpuwa, città posta sul mar Nero, guidarono l'alleanza come gia accaduto un secolo prima, quando (1833 a.C.) le due città avevano sconfitto Kanesh e ne avevano trafugato gli idoli. In questa occasione però l'esito dello scontro fu opposto: l'alleanza del Nord venne sconfitta, Hattuš fu assediata, bruciata e maledetta da Anitta, mentre Huzziya fu catturato e deportato.
La sorte di Piyusti è ignota, ma la sua dinastia probabilmente finì con lui, dal momento che i primi sovrani ittiti dell'antico regno hanno una collocazione temporale molto ravvicinata allo scontro di Piyusti con Anitta, ed in nessun testo successivo viene più fatta menzione di questo governante e nessun successivo re ittita fa risalire a lui la propria discendenza.